# Nicolás Muñoz
Nicolás Armando Muñoz Jarvis (né le 21 décembre 1981 à Panama au Panama) est un joueur de football international panaméen, qui évolue au poste d'attaquant.

## Biographie

### Carrière en sélection
Avec l'équipe du Panama, il joue 12 matchs (pour un but inscrit) depuis 2006. 
Il figure dans le groupe des sélectionnés lors des Gold Cup de 2007 et de 2009, où son équipe atteint à chaque fois les quarts de finale.

## Palmarès
| Árabe Unido - Championnat du Panama (2) : - Champion : 2002 et 2010 (Ouverture). |  | CD FAS - Championnat du Salvador (1) : - Champion : 2005 (Clôture). |

 CD Águila
- Championnat du Salvador (2) :
  - Champion : 2006 (Clôture) et 2012 (Clôture).